# اندیس باریت رستم‌آباد
باریت رستم آباد یک اندیس غیرفلزی است که در حوالی شهر خیارج استان قزوین قرار دارد و مادهٔ معدنی موجود در آن، باریت است.سنگ میزبان این اندیس توفهای اسیدی و سنگهای آندزیتی سازند کرج است و دیرینگی آن به دوران ائوسن می‌رسد.